# TV Busenbach
TV Busenbach is een Duitse omnisportvereniging uit Waldbronn die in 1905 werd opgericht. Ze biedt onder meer turnen, gymnastiek en badminton aan. Sportief geniet vooral de vrouwenploeg van de tafeltennistak aanzien. Deze speelt sinds 2001 in de Bundesliga - de hoogste klasse in Duitsland - en werd in het seizoen 2007/08 landskampioen. De drie voorgaande seizoenen eindigde Busenbach het seizoen telkens als nummer drie.

## Selectiespelers
Onder meer de volgende spelers speelden minimaal één wedstrijd voor het vertegenwoordigende team van TV Busenbach:
| - Bao Di - Irene Ivancan - Sandra Paović - Elke Schall | - Nadine Schmidt - Shan Xia Na - Kristin Silbereisen - Laura Stumper | - Tie Yana - Krisztina Tóth - Wang Yue Gu - Xu Jie |